# مراد أباد (دامنكوه)
مراد أباد (بالفارسية: مرادآباد) هي منطقة سكنية تقع في إيران في قسم دامنكوه الريفي. يقدر عدد سكانها بـ 253 نسمة بحسب إحصاء 2016.